# Фатті в Сан-Дієго
Фатті в Сан-Дієго (англ. Fatty at San Diego) — американська короткометражна кінокомедія Джорджа Ніколса 1913 року з Роско Арбаклом в головній ролі.

## У ролях
- Роско ’Товстун’ Арбакл — Фатті
- Філліс Аллен — дружина Фатті
- Мінта Дарфі — дівчина з карнавалу
- Нік Коглі — чоловік дівчини з карнавалу
- Чарльз Ейвері — театральний актор
- Біллі Гілберт — театральний актор
- Берт Ханн — театральний актор
- Чарльз Інслі — театральний актор
- Пеггі Пірс — театральний актор